# Radio-ecologisch Reservaat Polesski
Radio-ecologisch Reservaat Polesski (Russisch: Полесский государственный радиационно-экологический заповедник. Wit-Russisch: Палескі дзяржаўны радыяцыйна-экалагічны запаведнік) is gelegen in de Wit-Russische Oblast Homel. Radio-ecologisch Reservaat Polesski is een natuurreservaat dat werd gecreëerd om het gebied dat het meest aangetast was door radioactieve neerslag door de kernramp van Tsjernobyl af te sluiten. De benoeming tot reservaat werd officieel op 17 juli 1988 en had in eerste instantie een oppervlakte van 1.313 km². Voordat de ramp in Tsjernobyl plaatsvond, woonden er ca. 22.000 mensen, verspreid over 96 plaatsen in het gebied. Na de ramp werden alle inwoners van het gebied geëvacueerd. In 1993 werd het gebied uitgebreid met 849 km².

## Flora en fauna
Het gebied bestaat voor de helft uit bossen en voor de andere helft uit riviervalleien, bosschages en verlaten velden. De rivier Pripjat stroomt met een lengte van 110 kilometer door het reservaat. Het gebied is ingedeeld in twee zones. In een van deze zones zijn economische activiteiten strikt verboden. In de andere zone wordt voorzichtig geëxperimenteerd hoe het land opnieuw gebruikt kan worden. In het gebied dat het minst is aangetast is een paardenbedrijf met 335 paarden en een bijenhouderij. Op enkele velden zijn boekweit en phacelia ingezaaid. De menselijke aanwezigheid in het gebied is echter nihil. Radio-ecologisch Reservaat Polesski kan alleen bezocht worden onder toezicht van de lokale autoriteiten.
De flora en fauna in het gebied is goed bestudeerd. Er leven 54 soorten zoogdieren, er broeden 120 vogelsoorten en er leven 25 soorten vissen. Zeldzame zoogdieren in het gebied zijn de bruine beer (Ursus arctos), wolf (Canis lupus), das (Meles meles), Euraziatische lynx (Lynx lynx), eland (Alces alces), wisent (Bison bonasus) en de zevenslaper (Glis glis). Onder de broedvogels bevinden zich de zeearend (Haliaeetus albicilla), steenarend (Aquila chrysaetos), bastaardarend (Clanga clanga), wilde zwaan (Cygnus cygnus) en oehoe (Bubo bubo).